# Diedrops hitchcocki
Diedrops hitchcocki är en tvåvingeart som beskrevs av Wayne N. Mathis och Wirth 1976. Diedrops hitchcocki ingår i släktet Diedrops och familjen vattenflugor.
Artens utbredningsområde är Peru. Inga underarter finns listade i Catalogue of Life.